# Mária bemutatása templom
A Mária bemutatása templom Lippó római katolikus temploma.

## Története
A 19. századra a szerbek betelepítését követően jellegzetesen szerb többségű faluvá lett a község, melynek görögkeleti szerb temploma 1804-ben épült. Az első német telepesek a 18. század húszas éveiben érkeztek a faluba. A katolikusok, mivel éveken át nem volt saját templomuk, Németmárokra (ma Márok) jártak istentiszteletre. Ha rossz idő volt, és nem tudtak átmenni, a földjeik mellett felállított kereszteknél imádkoztak, és litániákat tartottak. A területet, amelyen a templom épült, a szerb egyháztól vették meg, ezért a katolikus és az ortodox templom egymástól 30-40 méterre található. A templombúcsút november 21-én tartják. Utoljára 2000-ben restaurálták, ekkor új toronysapkát kapott.
A templom mennyezetének szekkóit (Szentháromság, Szűz Mária megkoronázása, a négy evangélista tondóban) Gebauer Ernő festette, 1929-ben. Különleges csillárját 1934-ben adományozta a templomnak Müller Imre.

## Harangjai[1]
Jelenleg (2024) három harang lakik benne. A nagyharang 410 kg-os, 88,5 cm alsó átmérőjű, magassága 79 cm, A1 alaphangú. Öntötte Fritz Wilhelm Rincker Budapesten 1922-ben, a Harangművek Rt. műhelyében. Gombos nyelvvel, kiemelt járommal van ellátva, Rancz-féle húzómágnes szólaltatja meg nyelvkötéssel. Az eredeti, Rincker középharang a második világháború áldozata lett, de a templomnak új középharangja van a passaui Perner harangöntöde öntött, 240 kg-os, 74 cm alsó átmérőjű, magassága 65,5 cm, C2 alaphangú. A megbékélés harangja 1991. július 27-én került a helyére. A villanymotorját Gombos Miklósék kikötötték és tönkretették azzal az indokkal, hogy a harang belevert a harangszékbe. A kisharang 100 kg-os, 55,5 cm alsó átmérőjű, magassága 53 cm, Fisz2/Gesz2 alaphangú. Öntötte Fritz Wilhelm Rincker Budapesten 1922-ben. szintén a Harangművek Rt. műhelyében. Farkas Titusz-féle kiemelt járommal van ellátva, húzómágnes szólaltatja meg nyelvkötéssel. A harangokat és az órát Farkas Titusz villamosította.
Harangozási rend:
Hétköznap
5.00-5.01 Nagyharang
12.00-12.01 Nagyharang
19.00-19.01 Nagyharang
19.01-19.02 Kisharang
Vasárnap
5.00-5.01 Nagyharang
7.30-7.32 Nagyharang
7.45-7.47 Kisharang
7.57-8.00 Nagy + Kisharang
12.00-12.01 Nagyharang
19.00-19.01 Nagyharang
19.01-19.02 Kisharang
Miserend:
8:00 Vasárnap

## Orgonája[2]
A templom orgonája 1882-ben készült, a pécsi Angster orgona- és harmóniumgyár 47. orgonája.

## Forrás
Bihari Zoltán: Mi, svábok. Nemzeti Értékek Könyvkiadó, 2021